# 조장년
조장년(趙長年, ? ~ 기원전 52년) 또는 조장평(趙長平), 조성(趙成)은 전한 후기의 제후로, 우부풍 평릉현(平陵縣) 사람이다. 초왕 유연수의 처제 조하제(趙何齊)의 아버지이다.

## 행적
유연수는 조하제를 광릉여왕의 딸과 혼인시키고, 또 조하제와 모의하여 광릉여왕을 제위에 앉히고 조하제를 황제의 사위로 만들려 하였다. 곧 조하제에게 글을 주어 광릉여왕에게 전하게 하였는데, 조장년은 이를 조정에 고발하였다. 조정에서 조사에 착수하니 초왕은 스스로 목숨을 끊었고, 조장년은 공적을 인정받아 원척후(爰戚侯)에 봉해졌다.
감로 2년(기원전 52년)에 죽으니 시호를 정(靖)이라 하였고, 작위는 아들 조흔이 이었다.

## 출전
- 반고, 《한서》 권17 경무소선원성공신표·권36 초원왕전